# کوئینزکلیف (نیو ساوت ولز)
کوئینزکلیف (به انگلیسی: Queenscliff) یک حومه شهر در استرالیا است که در نیو ساوت ولز واقع شده‌است.